# Interlands Engels voetbalelftal 1990-1999
Deze pagina toont een chronologisch en gedetailleerd overzicht van de interlands die het Engels voetbalelftal speelde in de periode 1990 – 1999.

## Interlands

### 1990
|                                                                       |                  |       |          |                                                                                  |
| 28 maart Vriendschappelijk № 653 «onderlinge duels» 20:00 uur (UTC+1) | Engeland         | 1 – 0 | Brazilië | Wembley Stadium, Londen Toeschouwers: 80.000 Scheidsrechter: Klaus Peschel (GER) |
| 28 maart Vriendschappelijk № 653 «onderlinge duels» 20:00 uur (UTC+1) | Gary Lineker 36' |       |          | Wembley Stadium, Londen Toeschouwers: 80.000 Scheidsrechter: Klaus Peschel (GER) |

|                                                                       |                                                                    |       |                                    |                                                                                  |
| 25 april Vriendschappelijk № 654 «onderlinge duels» 20:00 uur (UTC+1) | Engeland                                                           | 4 – 2 | Tsjecho-Slowakije                  | Wembley Stadium, Londen Toeschouwers: 21.342 Scheidsrechter: Michel Girard (FRA) |
| 25 april Vriendschappelijk № 654 «onderlinge duels» 20:00 uur (UTC+1) | Steve Bull 18' Stuart Pearce 24' Steve Bull 60' Paul Gascoigne 90' |       | 11' Tomáš Skuhravý 82' Luboš Kubík | Wembley Stadium, Londen Toeschouwers: 21.342 Scheidsrechter: Michel Girard (FRA) |

|                                                                     |                  |       |            |                                                                                  |
| 15 mei Vriendschappelijk № 655 «onderlinge duels» 20:00 uur (UTC+1) | Engeland         | 1 – 0 | Denemarken | Wembley Stadium, Londen Toeschouwers: 27.643 Scheidsrechter: Jim McCluskey (SCO) |
| 15 mei Vriendschappelijk № 655 «onderlinge duels» 20:00 uur (UTC+1) | Gary Lineker 55' |       |            | Wembley Stadium, Londen Toeschouwers: 27.643 Scheidsrechter: Jim McCluskey (SCO) |

|                                                                     |                 |       |                                        |                                                                                  |
| 22 mei Vriendschappelijk № 656 «onderlinge duels» 20:00 uur (UTC+1) | Engeland        | 1 – 2 | Uruguay                                | Wembley Stadium, Londen Toeschouwers: 38.751 Scheidsrechter: Pietro d'Elia (ITA) |
| 22 mei Vriendschappelijk № 656 «onderlinge duels» 20:00 uur (UTC+1) | John Barnes 51' |       | 27' Santiago Ostolaza 62' José Perdomo | Wembley Stadium, Londen Toeschouwers: 38.751 Scheidsrechter: Pietro d'Elia (ITA) |

|                                                                     |                       |       |                |                                                                                  |
| 2 juni Vriendschappelijk № 657 «onderlinge duels» 15:30 uur (UTC+2) | Tunesië               | 1 – 1 | Engeland       | Stade El Menzah, Tunis Toeschouwers: 25.000 Scheidsrechter: Rachid Medjiba (ALG) |
| 2 juni Vriendschappelijk № 657 «onderlinge duels» 15:30 uur (UTC+2) | Abdelhamid Hergal 26' |       | 89' Steve Bull | Stade El Menzah, Tunis Toeschouwers: 25.000 Scheidsrechter: Rachid Medjiba (ALG) |

| Wereldkampioenschap voetbal 1990 |
| -------------------------------- |

|                                                                    |                 |       |                  |                                                                                        |
| 11 juni WK 1990 Groep F № 658 «onderlinge duels» 21:00 uur (UTC+2) | Engeland        | 1 – 1 | Ierland          | Stadio Sant'Elia, Cagliari Toeschouwers: 35.238 Scheidsrechter: Aron Schmidhuber (GER) |
| 11 juni WK 1990 Groep F № 658 «onderlinge duels» 21:00 uur (UTC+2) | Gary Lineker 8' |       | 73' Kevin Sheedy | Stadio Sant'Elia, Cagliari Toeschouwers: 35.238 Scheidsrechter: Aron Schmidhuber (GER) |

|                                                                    |          |       |           |                                                                                      |
| 16 juni WK 1990 Groep F № 659 «onderlinge duels» 21:00 uur (UTC+2) | Engeland | 0 – 0 | Nederland | Stadio Sant'Elia, Cagliari Toeschouwers: 35.267 Scheidsrechter: Zoran Petrovic (YUG) |
| 16 juni WK 1990 Groep F № 659 «onderlinge duels» 21:00 uur (UTC+2) |          |       |           | Stadio Sant'Elia, Cagliari Toeschouwers: 35.267 Scheidsrechter: Zoran Petrovic (YUG) |

|                                                                    |                 |       |        |                                                                                          |
| 21 juni WK 1990 Groep F № 660 «onderlinge duels» 21:00 uur (UTC+2) | Engeland        | 1 – 0 | Egypte | Stadio Sant'Elia, Cagliari Toeschouwers: 34.959 Scheidsrechter: Kurt Röthlisberger (SUI) |
| 21 juni WK 1990 Groep F № 660 «onderlinge duels» 21:00 uur (UTC+2) | Mark Wright 64' |       |        | Stadio Sant'Elia, Cagliari Toeschouwers: 34.959 Scheidsrechter: Kurt Röthlisberger (SUI) |

|                                                                           |                  |       |        |                                                                                            |
| 26 juni WK 1990 Achtste finale № 661 «onderlinge duels» 21:00 uur (UTC+2) | Engeland         | 1 – 0 | België | Stadio Renato Dall'Ara, Bologna Toeschouwers: 34.520 Scheidsrechter: Peter Mikkelsen (DEN) |
| 26 juni WK 1990 Achtste finale № 661 «onderlinge duels» 21:00 uur (UTC+2) | David Platt 119' |       |        | Stadio Renato Dall'Ara, Bologna Toeschouwers: 34.520 Scheidsrechter: Peter Mikkelsen (DEN) |

|                                                                       |                                                                  |       |                                            |                                                                                     |
| 1 juli WK 1990 Kwartfinale № 659 «onderlinge duels» 21:00 uur (UTC+2) | Engeland                                                         | 3 – 2 | Kameroen                                   | Stadio San Paolo, Napels Toeschouwers: 55.205 Scheidsrechter: Edgardo Codesal (MEX) |
| 1 juli WK 1990 Kwartfinale № 659 «onderlinge duels» 21:00 uur (UTC+2) | David Platt 25' Gary Lineker 83' (pen.) Gary Lineker 105' (pen.) |       | 61' (pen.) Emmanuel Kundé 65' Eugène Ekéké | Stadio San Paolo, Napels Toeschouwers: 55.205 Scheidsrechter: Edgardo Codesal (MEX) |

|                                                                        |                                                            |       |                                                                     |                                                                                        |
| 4 juli WK 1990 Halve finale № 663 «onderlinge duels» 20:00 uur (UTC+2) | West-Duitsland                                             | 1 – 1 | Engeland                                                            | Stadio delle Alpi, Turijn Toeschouwers: 62.628 Scheidsrechter: José Ramiz Wright (BRA) |
| 4 juli WK 1990 Halve finale № 663 «onderlinge duels» 20:00 uur (UTC+2) | Andreas Brehme 60'                                         |       | 80' Gary Lineker                                                    | Stadio delle Alpi, Turijn Toeschouwers: 62.628 Scheidsrechter: José Ramiz Wright (BRA) |
| 4 juli WK 1990 Halve finale № 663 «onderlinge duels» 20:00 uur (UTC+2) | Strafschoppen                                              |       |                                                                     | Stadio delle Alpi, Turijn Toeschouwers: 62.628 Scheidsrechter: José Ramiz Wright (BRA) |
| 4 juli WK 1990 Halve finale № 663 «onderlinge duels» 20:00 uur (UTC+2) | Andreas Brehme Lothar Matthäus Karl-Heinz Riedle Olaf Thon | 4–3   | Gary Lineker Peter Beardsley David Platt Stuart Pearce Chris Waddle | Stadio delle Alpi, Turijn Toeschouwers: 62.628 Scheidsrechter: José Ramiz Wright (BRA) |

|                                                                        |                                                   |       |                 |                                                                                 |
| 7 juli WK 1990 Troostfinale № 664 «onderlinge duels» 20:00 uur (UTC+2) | Italië                                            | 2 – 1 | Engeland        | Stadio San Nicola, Bari Toeschouwers: 51.426 Scheidsrechter: Joël Quiniou (FRA) |
| 7 juli WK 1990 Troostfinale № 664 «onderlinge duels» 20:00 uur (UTC+2) | Roberto Baggio 71' Salvatore Schillaci 86' (pen.) |       | 81' David Platt | Stadio San Nicola, Bari Toeschouwers: 51.426 Scheidsrechter: Joël Quiniou (FRA) |

|  |  |  |  |  |  |  |  |  |

|                                                                           |                  |       |           |                                                                                     |
| 12 september Vriendschappelijk № 665 «onderlinge duels» 20:00 uur (UTC+1) | Engeland         | 1 – 0 | Hongarije | Wembley Stadium, Londen Toeschouwers: 51.459 Scheidsrechter: Erik Fredriksson (SWE) |
| 12 september Vriendschappelijk № 665 «onderlinge duels» 20:00 uur (UTC+1) | Gary Lineker 44' |       |           | Wembley Stadium, Londen Toeschouwers: 51.459 Scheidsrechter: Erik Fredriksson (SWE) |

|                                                                            |                                             |       |       |                                                                                  |
| 17 oktober EK 1992 kwalificatie № 666 «onderlinge duels» 20:00 uur (UTC+1) | Engeland                                    | 2 – 0 | Polen | Wembley Stadium, Londen Toeschouwers: 77.040 Scheidsrechter: Tullio Lanese (ITA) |
| 17 oktober EK 1992 kwalificatie № 666 «onderlinge duels» 20:00 uur (UTC+1) | Gary Lineker 41' (pen.) Peter Beardsley 90' |       |       | Wembley Stadium, Londen Toeschouwers: 77.040 Scheidsrechter: Tullio Lanese (ITA) |

|                                                                           |                    |       |                 |                                                                                 |
| 14 november EK 1992 kwalificatie № 667 «onderlinge duels» 13:30 uur (UTC) | Ierland            | 1 – 1 | Engeland        | Lansdowne Road, Dublin Toeschouwers: 46.000 Scheidsrechter: Pietro d'Elia (ITA) |
| 14 november EK 1992 kwalificatie № 667 «onderlinge duels» 13:30 uur (UTC) | Tony Cascarino 79' |       | 67' David Platt | Lansdowne Road, Dublin Toeschouwers: 46.000 Scheidsrechter: Pietro d'Elia (ITA) |

### 1991
|                                                                       |                                          |       |          |                                                                                      |
| 6 februari Vriendschappelijk № 668 «onderlinge duels» 20:00 uur (UTC) | Engeland                                 | 2 – 0 | Kameroen | Wembley Stadium, Londen Toeschouwers: 61.705 Scheidsrechter: John Blankenstein (NED) |
| 6 februari Vriendschappelijk № 668 «onderlinge duels» 20:00 uur (UTC) | Gary Lineker 20' (pen.) Gary Lineker 61' |       |          | Wembley Stadium, Londen Toeschouwers: 61.705 Scheidsrechter: John Blankenstein (NED) |

|                                                                        |                          |       |                 |                                                                                       |
| 27 maart EK 1992 kwalificatie № 669 «onderlinge duels» 20:00 uur (UTC) | Engeland                 | 1 – 1 | Ierland         | Wembley Stadium, Londen Toeschouwers: 77.753 Scheidsrechter: Kurt Röthlisberger (SUI) |
| 27 maart EK 1992 kwalificatie № 669 «onderlinge duels» 20:00 uur (UTC) | Steve Staunton 9' (e.d.) |       | 27' Niall Quinn | Wembley Stadium, Londen Toeschouwers: 77.753 Scheidsrechter: Kurt Röthlisberger (SUI) |

|                                                                       |         |                 |          |                                                                                     |
| 1 mei EK 1992 kwalificatie № 670 «onderlinge duels» 18:00 uur (UTC+3) | Turkije | 0 – 1           | Engeland | Atatürkstadion, İzmir Toeschouwers: 25.000 Scheidsrechter: Wolf-Günter Wiesel (GER) |
| 1 mei EK 1992 kwalificatie № 670 «onderlinge duels» 18:00 uur (UTC+3) |         | 32' Dennis Wise |          | Atatürkstadion, İzmir Toeschouwers: 25.000 Scheidsrechter: Wolf-Günter Wiesel (GER) |

|                                                                                   |                                                       |       |                       |                                                                                           |
| 21 mei Vriendschappelijk Challenge Cup № 671 «onderlinge duels» 20:00 uur (UTC+1) | Engeland                                              | 3 – 1 | Sovjet-Unie           | Wembley Stadium, Londen Toeschouwers: 23.789 Scheidsrechter: Emilio Soriano Aladrén (ESP) |
| 21 mei Vriendschappelijk Challenge Cup № 671 «onderlinge duels» 20:00 uur (UTC+1) | Alan Smith 16' David Platt 43' (pen.) David Platt 88' |       | 9' (e.d.) Mark Wright | Wembley Stadium, Londen Toeschouwers: 23.789 Scheidsrechter: Emilio Soriano Aladrén (ESP) |

|                                                                                   |                                  |       |                                       |                                                                                   |
| 25 mei Vriendschappelijk Challenge Cup № 672 «onderlinge duels» 15:00 uur (UTC+1) | Engeland                         | 2 – 2 | Argentinië                            | Wembley Stadium, Londen Toeschouwers: 44.497 Scheidsrechter: Zoran Petrovic (YUG) |
| 25 mei Vriendschappelijk Challenge Cup № 672 «onderlinge duels» 15:00 uur (UTC+1) | Gary Lineker 15' David Platt 50' |       | 65' Claudio Caniggia 70' Dario Franco | Wembley Stadium, Londen Toeschouwers: 44.497 Scheidsrechter: Zoran Petrovic (YUG) |

|                                                                      |           |                     |          |                                                                                        |
| 1 juni Vriendschappelijk № 673 «onderlinge duels» 19:30 uur (UTC+10) | Australië | 0 – 1               | Engeland | Sydney Football Ground, Sydney Toeschouwers: 35.742 Scheidsrechter: Barry Tasker (NZL) |
| 1 juni Vriendschappelijk № 673 «onderlinge duels» 19:30 uur (UTC+10) |           | 40' (e.d.) Ian Gray |          | Sydney Football Ground, Sydney Toeschouwers: 35.742 Scheidsrechter: Barry Tasker (NZL) |

|                                                   |               |                  |          |                                                                                           |
| 3 juni Vriendschappelijk № 674 «onderlinge duels» | Nieuw-Zeeland | 0 – 1            | Engeland | Mount Smart Stadium, Auckland Toeschouwers: 17.520 Scheidsrechter: Dennis Voutsinas (AUS) |
| 3 juni Vriendschappelijk № 674 «onderlinge duels» |               | 90' Gary Lineker |          | Mount Smart Stadium, Auckland Toeschouwers: 17.520 Scheidsrechter: Dennis Voutsinas (AUS) |

|                                                   |               |                                   |          |                                                                                     |
| 8 juni Vriendschappelijk № 675 «onderlinge duels» | Nieuw-Zeeland | 0 – 2                             | Engeland | Athletic Park, Wellington Toeschouwers: 12.000 Scheidsrechter: Richard Lorenc (AUS) |
| 8 juni Vriendschappelijk № 675 «onderlinge duels» |               | 12' Stuart Pearce 50' David Hirst |          | Athletic Park, Wellington Toeschouwers: 12.000 Scheidsrechter: Richard Lorenc (AUS) |

|                                                                      |                                     |       |                                                                    |                                                                                        |
| 12 juni Vriendschappelijk № 676 «onderlinge duels» 20:30 uur (UTC+8) | Maleisië                            | 2 – 4 | Engeland                                                           | Merdekastadion, Kuala Lumpur Toeschouwers: 45.000 Scheidsrechter: Letchumerabamy (MAS) |
| 12 juni Vriendschappelijk № 676 «onderlinge duels» 20:30 uur (UTC+8) | Matian Marjan 52' Matian Marjan 76' |       | 1' Gary Lineker 24' Gary Lineker 31' Gary Lineker 70' Gary Lineker | Merdekastadion, Kuala Lumpur Toeschouwers: 45.000 Scheidsrechter: Letchumerabamy (MAS) |

|                                                                           |          |                       |           |                                                                                  |
| 11 september Vriendschappelijk № 677 «onderlinge duels» 20:00 uur (UTC+1) | Engeland | 0 – 1                 | Duitsland | Wembley Stadium, Londen Toeschouwers: 59.500 Scheidsrechter: Alexei Spirin (URS) |
| 11 september Vriendschappelijk № 677 «onderlinge duels» 20:00 uur (UTC+1) |          | 45' Karl-Heinz Riedle |           | Wembley Stadium, Londen Toeschouwers: 59.500 Scheidsrechter: Alexei Spirin (URS) |

|                                                                            |                |       |         |                                                                                      |
| 16 oktober EK 1992 kwalificatie № 678 «onderlinge duels» 20:00 uur (UTC+1) | Engeland       | 1 – 0 | Turkije | Wembley Stadium, Londen Toeschouwers: 50.896 Scheidsrechter: Antonio Navarette (ESP) |
| 16 oktober EK 1992 kwalificatie № 678 «onderlinge duels» 20:00 uur (UTC+1) | Alan Smith 21' |       |         | Wembley Stadium, Londen Toeschouwers: 50.896 Scheidsrechter: Antonio Navarette (ESP) |

|                                                                             |                    |       |                  |                                                                                      |
| 13 november EK 1992 kwalificatie № 679 «onderlinge duels» 18:30 uur (UTC+1) | Polen              | 1 – 1 | Engeland         | Stadion Miejski, Poznań Toeschouwers: 10.300 Scheidsrechter: Hubert Forstinger (AUT) |
| 13 november EK 1992 kwalificatie № 679 «onderlinge duels» 18:30 uur (UTC+1) | Roman Szewczyk 32' |       | 77' Gary Lineker | Stadion Miejski, Poznań Toeschouwers: 10.300 Scheidsrechter: Hubert Forstinger (AUT) |

### 1992
|                                                                        |                                   |       |           |                                                                                     |
| 19 februari Vriendschappelijk № 680 «onderlinge duels» 20:00 uur (UTC) | Engeland                          | 2 – 0 | Frankrijk | Wembley Stadium, Londen Toeschouwers: 58.723 Scheidsrechter: Aron Schmidhuber (GER) |
| 19 februari Vriendschappelijk № 680 «onderlinge duels» 20:00 uur (UTC) | Alan Shearer 43' Gary Lineker 73' |       |           | Wembley Stadium, Londen Toeschouwers: 58.723 Scheidsrechter: Aron Schmidhuber (GER) |

|                                                                       |                                       |       |                                  |                                                                                        |
| 25 maart Vriendschappelijk № 681 «onderlinge duels» 17:30 uur (UTC+1) | Tsjecho-Slowakije                     | 2 – 2 | Engeland                         | Stadion Evžena Rošického, Praag Toeschouwers: 3.300 Scheidsrechter: Gerhard Kapl (AUT) |
| 25 maart Vriendschappelijk № 681 «onderlinge duels» 17:30 uur (UTC+1) | Tomáš Skuhravý 21' Jozef Chovanec 58' |       | 28' Paul Merson 66' Martin Keown | Stadion Evžena Rošického, Praag Toeschouwers: 3.300 Scheidsrechter: Gerhard Kapl (AUT) |

|                                                                       |                                            |       |                                    |                                                                                            |
| 29 april Vriendschappelijk № 682 «onderlinge duels» 19:00 uur (UTC+4) | GOS                                        | 2 – 2 | Engeland                           | Olympisch Stadion Loezjniki, Moskou Toeschouwers: 3.300 Scheidsrechter: Piotr Werner (POL) |
| 29 april Vriendschappelijk № 682 «onderlinge duels» 19:00 uur (UTC+4) | Kakhaber Tskhadaze 44' Sergej Kirjakov 54' |       | 15' Gary Lineker 73' Trevor Steven | Olympisch Stadion Loezjniki, Moskou Toeschouwers: 3.300 Scheidsrechter: Piotr Werner (POL) |

|                                                                     |           |               |          |                                                                                 |
| 12 mei Vriendschappelijk № 683 «onderlinge duels» 20:30 uur (UTC+2) | Hongarije | 0 – 1         | Engeland | Népstadion, Boedapest Toeschouwers: 25.000 Scheidsrechter: Heinz Holzmann (AUT) |
| 12 mei Vriendschappelijk № 683 «onderlinge duels» 20:30 uur (UTC+2) |           | 56' Neil Webb |          | Népstadion, Boedapest Toeschouwers: 25.000 Scheidsrechter: Heinz Holzmann (AUT) |

|                                                                     |                 |       |            |                                                                                  |
| 17 mei Vriendschappelijk № 684 «onderlinge duels» 15:00 uur (UTC+1) | Engeland        | 1 – 1 | Brazilië   | Wembley Stadium, Londen Toeschouwers: 53.428 Scheidsrechter: Jim McCluskey (SCO) |
| 17 mei Vriendschappelijk № 684 «onderlinge duels» 15:00 uur (UTC+1) | David Platt 49' |       | 25' Bebeto | Wembley Stadium, Londen Toeschouwers: 53.428 Scheidsrechter: Jim McCluskey (SCO) |

|                                                                     |                      |       |                                 |                                                                                    |
| 3 juni Vriendschappelijk № 685 «onderlinge duels» 19:00 uur (UTC+3) | Finland              | 1 – 2 | Engeland                        | Olympisch Stadion, Helsinki Toeschouwers: 16.101 Scheidsrechter: Bo Karlsson (SWE) |
| 3 juni Vriendschappelijk № 685 «onderlinge duels» 19:00 uur (UTC+3) | Ari Hjelm 27' (pen.) |       | 45' David Platt 62' David Platt | Olympisch Stadion, Helsinki Toeschouwers: 16.101 Scheidsrechter: Bo Karlsson (SWE) |

| Europees kampioenschap voetbal 1992 |
| ----------------------------------- |

|                                                                    |            |       |          |                                                                                   |
| 11 juni EK 1992 Groep A № 686 «onderlinge duels» 20:15 uur (UTC+2) | Denemarken | 0 – 0 | Engeland | Malmö Stadion, Malmö Toeschouwers: 26.385 Scheidsrechter: John Blankenstein (NED) |
| 11 juni EK 1992 Groep A № 686 «onderlinge duels» 20:15 uur (UTC+2) |            |       |          | Malmö Stadion, Malmö Toeschouwers: 26.385 Scheidsrechter: John Blankenstein (NED) |

|                                                                    |          |       |           |                                                                             |
| 14 juni EK 1992 Groep A № 687 «onderlinge duels» 17:15 uur (UTC+2) | Engeland | 0 – 0 | Frankrijk | Malmö Stadion, Malmö Toeschouwers: 26.535 Scheidsrechter: Sándor Puhl (HUN) |
| 14 juni EK 1992 Groep A № 687 «onderlinge duels» 17:15 uur (UTC+2) |          |       |           | Malmö Stadion, Malmö Toeschouwers: 26.535 Scheidsrechter: Sándor Puhl (HUN) |

|                                                                    |                                   |       |                |                                                                                       |
| 17 juni EK 1992 Groep A № 688 «onderlinge duels» 20:15 uur (UTC+2) | Zweden                            | 2 – 1 | Engeland       | Råsundastadion, Malmö Toeschouwers: 26.385 Scheidsrechter: José Rosa dos Santos (POR) |
| 17 juni EK 1992 Groep A № 688 «onderlinge duels» 20:15 uur (UTC+2) | Jan Eriksson 52' Tomas Brolin 83' |       | 4' David Platt | Råsundastadion, Malmö Toeschouwers: 26.385 Scheidsrechter: José Rosa dos Santos (POR) |

|  |  |  |  |  |  |  |  |  |

|                                                                          |                      |       |          |                                                                                             |
| 9 september Vriendschappelijk № 689 «onderlinge duels» 21:00 uur (UTC+2) | Spanje               | 1 – 0 | Engeland | Estadio El Sardinero, Santander Toeschouwers: 22.000 Scheidsrechter: José Veiga Trigo (POR) |
| 9 september Vriendschappelijk № 689 «onderlinge duels» 21:00 uur (UTC+2) | Gregorio Fonseca 11' |       |          | Estadio El Sardinero, Santander Toeschouwers: 22.000 Scheidsrechter: José Veiga Trigo (POR) |

|                                                                            |                 |       |                   |                                                                                         |
| 14 oktober WK 1994 kwalificatie № 690 «onderlinge duels» 20:00 uur (UTC+1) | Engeland        | 1 – 1 | Noorwegen         | Wembley Stadium, Londen Toeschouwers: 51.441 Scheidsrechter: Arturo Brizio Carter (MEX) |
| 14 oktober WK 1994 kwalificatie № 690 «onderlinge duels» 20:00 uur (UTC+1) | David Platt 56' |       | 77' Kjetil Rekdal | Wembley Stadium, Londen Toeschouwers: 51.441 Scheidsrechter: Arturo Brizio Carter (MEX) |

|                                                                           |                                                                          |       |         |                                                                                |
| 18 november WK 1994 kwalificatie № 691 «onderlinge duels» 20:00 uur (UTC) | Engeland                                                                 | 4 – 0 | Turkije | Wembley Stadium, Londen Toeschouwers: 42.984 Scheidsrechter: Bo Karlsson (SWE) |
| 18 november WK 1994 kwalificatie № 691 «onderlinge duels» 20:00 uur (UTC) | Paul Gascoigne 16' Alan Shearer 28' Stuart Pearce 61' Paul Gascoigne 62' |       |         | Wembley Stadium, Londen Toeschouwers: 42.984 Scheidsrechter: Bo Karlsson (SWE) |

### 1993
|                                                                           | |       |            |                                                                                   |
| 17 februari WK 1994 kwalificatie № 692 «onderlinge duels» 20:00 uur (UTC) | Engeland                                                                                             | 6 – 0 | San Marino | Wembley Stadium, Londen Toeschouwers: 51.154 Scheidsrechter: Roger Philippi (LUX) |
| 17 februari WK 1994 kwalificatie № 692 «onderlinge duels» 20:00 uur (UTC) | David Platt 13' David Platt 24' David Platt 67' Carlton Palmer 78' David Platt 83' Les Ferdinand 86' |       |            | Wembley Stadium, Londen Toeschouwers: 51.154 Scheidsrechter: Roger Philippi (LUX) |

|                                                                          |         |                                   |          |                                                                               |
| 31 maart WK 1994 kwalificatie № 693 «onderlinge duels» 18:30 uur (UTC+3) | Turkije | 0 – 2                             | Engeland | Atatürkstadion, İzmir Toeschouwers: 60.000 Scheidsrechter: Fabio Baldas (ITA) |
| 31 maart WK 1994 kwalificatie № 693 «onderlinge duels» 18:30 uur (UTC+3) |         | 6' David Platt 44' Paul Gascoigne |          | Atatürkstadion, İzmir Toeschouwers: 60.000 Scheidsrechter: Fabio Baldas (ITA) |

|                                                                          |                                |       |                                                 |                                                                                    |
| 28 april WK 1994 kwalificatie № 694 «onderlinge duels» 20:00 uur (UTC+1) | Engeland                       | 2 – 2 | Nederland                                       | Wembley Stadium, Londen Toeschouwers: 75.000 Scheidsrechter: Peter Mikkelsen (DEN) |
| 28 april WK 1994 kwalificatie № 694 «onderlinge duels» 20:00 uur (UTC+1) | John Barnes 2' David Platt 24' |       | 34' Dennis Bergkamp 85' (pen.) Peter van Vossen | Wembley Stadium, Londen Toeschouwers: 75.000 Scheidsrechter: Peter Mikkelsen (DEN) |

|                                                                        |                      |       |                |                                                                                      |
| 29 mei WK 1994 kwalificatie № 695 «onderlinge duels» 20:30 uur (UTC+2) | Polen                | 1 – 1 | Engeland       | Śląskistadion, Chorzów Toeschouwers: 65.000 Scheidsrechter: Serge Muhmenthaler (SUI) |
| 29 mei WK 1994 kwalificatie № 695 «onderlinge duels» 20:30 uur (UTC+2) | Dariusz Adamczuk 63' |       | 84' Ian Wright | Śląskistadion, Chorzów Toeschouwers: 65.000 Scheidsrechter: Serge Muhmenthaler (SUI) |

|                                                                        |                                         |       |          |                                                                              |
| 2 juni WK 1994 kwalificatie № 696 «onderlinge duels» 20:00 uur (UTC+2) | Noorwegen                               | 2 – 0 | Engeland | Ullevaalstadion, Oslo Toeschouwers: 22.256 Scheidsrechter: Sándor Puhl (HUN) |
| 2 juni WK 1994 kwalificatie № 696 «onderlinge duels» 20:00 uur (UTC+2) | Øyvind Leonhardsen 42' Lars Bohinen 48' |       |          | Ullevaalstadion, Oslo Toeschouwers: 22.256 Scheidsrechter: Sándor Puhl (HUN) |

|                                                               |                                   |       |          |                                                                                  |
| 9 juni VS Cup 1993 № 697 «onderlinge duels» 18:10 uur (UTC−4) | Verenigde Staten                  | 2 – 0 | Engeland | Foxboro Stadium, Boston Toeschouwers: 37.652 Scheidsrechter: Alfred Wieser (AUT) |
| 9 juni VS Cup 1993 № 697 «onderlinge duels» 18:10 uur (UTC−4) | Thomas Dooley 42' Alexi Lalas 72' |       |          | Foxboro Stadium, Boston Toeschouwers: 37.652 Scheidsrechter: Alfred Wieser (AUT) |

|                                                                |                 |       |                   |                                                                                         |
| 13 juni VS Cup 1993 № 698 «onderlinge duels» 13:00 uur (UTC−4) | Engeland        | 1 – 1 | Brazilië          | RFK Memorial Stadium, Washington Toeschouwers: 54.118 Scheidsrechter: Helder Dias (USA) |
| 13 juni VS Cup 1993 № 698 «onderlinge duels» 13:00 uur (UTC−4) | David Platt 47' |       | 76' Márcio Santos | RFK Memorial Stadium, Washington Toeschouwers: 54.118 Scheidsrechter: Helder Dias (USA) |

|                                                                |                                           |       |                 |                                                                                        |
| 19 juni VS Cup 1993 № 699 «onderlinge duels» 14:00 uur (UTC−4) | Duitsland                                 | 2 – 1 | Engeland        | Pontiac Silverdome, Detroit Toeschouwers: 62.126 Scheidsrechter: Ernesto Filippi (URU) |
| 19 juni VS Cup 1993 № 699 «onderlinge duels» 14:00 uur (UTC−4) | Stefan Effenberg 26' Jürgen Klinsmann 55' |       | 31' David Platt | Pontiac Silverdome, Detroit Toeschouwers: 62.126 Scheidsrechter: Ernesto Filippi (URU) |

|                                                                             |                                                       |       |       |                                                                                            |
| 8 september WK 1994 kwalificatie № 700 «onderlinge duels» 20:00 uur (UTC+1) | Engeland                                              | 3 – 0 | Polen | Wembley Stadium, Londen Toeschouwers: 71.220 Scheidsrechter: Frans Van Den Wijngaert (BEL) |
| 8 september WK 1994 kwalificatie № 700 «onderlinge duels» 20:00 uur (UTC+1) | Les Ferdinand 5' Paul Gascoigne 49' Stuart Pearce 53' |       |       | Wembley Stadium, Londen Toeschouwers: 71.220 Scheidsrechter: Frans Van Den Wijngaert (BEL) |

|                                                                            |                                       |       |          |                                                                                      |
| 13 oktober WK 1994 kwalificatie № 701 «onderlinge duels» 20:15 uur (UTC+1) | Nederland                             | 2 – 0 | Engeland | De Kuip, Rotterdam Toeschouwers: 42.500 Scheidsrechter: Karl-Josef Assenmacher (GER) |
| 13 oktober WK 1994 kwalificatie № 701 «onderlinge duels» 20:15 uur (UTC+1) | Ronald Koeman 61' Dennis Bergkamp 68' |       |          | De Kuip, Rotterdam Toeschouwers: 42.500 Scheidsrechter: Karl-Josef Assenmacher (GER) |

|                                                                             |                     |       | |                                                                                               |
| 17 november WK 1994 kwalificatie № 702 «onderlinge duels» 20:00 uur (UTC+1) | San Marino          | 1 – 7 | Engeland                                                                                                  | Stadio Renato Dall'Ara, Bologna Toeschouwers: 2.378 Scheidsrechter: Mohd Nazri Abdullah (MAS) |
| 17 november WK 1994 kwalificatie № 702 «onderlinge duels» 20:00 uur (UTC+1) | Davide Gualtieri 1' |       | 21' Paul Ince 34' Ian Wright 38' Les Ferdinand 46' Ian Wright 73' Paul Ince 78' Ian Wright 90' Ian Wright | Stadio Renato Dall'Ara, Bologna Toeschouwers: 2.378 Scheidsrechter: Mohd Nazri Abdullah (MAS) |

### 1994
|                                                                    |                 |       |            |                                                                                   |
| 9 maart Vriendschappelijk № 703 «onderlinge duels» 20:00 uur (UTC) | Engeland        | 1 – 0 | Denemarken | Wembley Stadium, Londen Toeschouwers: 71.790 Scheidsrechter: Jaap Uilenberg (NED) |
| 9 maart Vriendschappelijk № 703 «onderlinge duels» 20:00 uur (UTC) | David Platt 16' |       |            | Wembley Stadium, Londen Toeschouwers: 71.790 Scheidsrechter: Jaap Uilenberg (NED) |

|                                                                     |                                                                                                |       |             |                                                                                  |
| 17 mei Vriendschappelijk № 704 «onderlinge duels» 20:00 uur (UTC+1) | Engeland                                                                                       | 5 – 0 | Griekenland | Wembley Stadium, Londen Toeschouwers: 23.659 Scheidsrechter: Jim McCluskey (SCO) |
| 17 mei Vriendschappelijk № 704 «onderlinge duels» 20:00 uur (UTC+1) | David Platt 4' (pen.) Darren Anderton 24' Peter Beardsley 37' David Platt 55' Alan Shearer 65' |       |             | Wembley Stadium, Londen Toeschouwers: 23.659 Scheidsrechter: Jim McCluskey (SCO) |

|                                                                     |          |       |           |                                                                                       |
| 22 mei Vriendschappelijk № 705 «onderlinge duels» 16:00 uur (UTC+1) | Engeland | 0 – 0 | Noorwegen | Wembley Stadium, Londen Toeschouwers: 64.327 Scheidsrechter: Kim Milton Nielsen (DEN) |
| 22 mei Vriendschappelijk № 705 «onderlinge duels» 16:00 uur (UTC+1) |          |       |           | Wembley Stadium, Londen Toeschouwers: 64.327 Scheidsrechter: Kim Milton Nielsen (DEN) |

|                                                                          |                                   |       |                  |                                                                                        |
| 7 september Vriendschappelijk № 706 «onderlinge duels» 20:00 uur (UTC+1) | Engeland                          | 2 – 0 | Verenigde Staten | Wembley Stadium, Londen Toeschouwers: 38.629 Scheidsrechter: Antonio López Nieto (ESP) |
| 7 september Vriendschappelijk № 706 «onderlinge duels» 20:00 uur (UTC+1) | Alan Shearer 33' Alan Shearer 40' |       |                  | Wembley Stadium, Londen Toeschouwers: 38.629 Scheidsrechter: Antonio López Nieto (ESP) |

|                                                                         |             |       |                     |                                                                                 |
| 12 oktober Vriendschappelijk № 707 «onderlinge duels» 20:00 uur (UTC+1) | Engeland    | 1 – 1 | Roemenië            | Wembley Stadium, Londen Toeschouwers: 48.754 Scheidsrechter: Joël Quiniou (FRA) |
| 12 oktober Vriendschappelijk № 707 «onderlinge duels» 20:00 uur (UTC+1) | Rob Lee 55' |       | 30' Ilie Dumitrescu | Wembley Stadium, Londen Toeschouwers: 48.754 Scheidsrechter: Joël Quiniou (FRA) |

|                                                                        |                 |       |         |                                                                                 |
| 16 november Vriendschappelijk № 708 «onderlinge duels» 20:00 uur (UTC) | Engeland        | 1 – 0 | Nigeria | Wembley Stadium, Londen Toeschouwers: 37.196 Scheidsrechter: Leif Sundell (SWE) |
| 16 november Vriendschappelijk № 708 «onderlinge duels» 20:00 uur (UTC) | David Platt 41' |       |         | Wembley Stadium, Londen Toeschouwers: 37.196 Scheidsrechter: Leif Sundell (SWE) |

### 1995
|                                                                        |                 |       |          |                                                                            |
| 15 februari Vriendschappelijk № 709 «onderlinge duels» 18:15 uur (UTC) | Ierland         | 1 – 0 | Engeland | Lansdowne Road, Dublin Toeschouwers: 46.000 Scheidsrechter: Dick Jol (NED) |
| 15 februari Vriendschappelijk № 709 «onderlinge duels» 18:15 uur (UTC) | David Kelly 22' |       |          | Lansdowne Road, Dublin Toeschouwers: 46.000 Scheidsrechter: Dick Jol (NED) |

|                                                                       |          |       |         |                                                                                |
| 29 maart Vriendschappelijk № 710 «onderlinge duels» 20:00 uur (UTC+1) | Engeland | 0 – 0 | Uruguay | Wembley Stadium, Londen Toeschouwers: 34.849 Scheidsrechter: Helmut Krug (GER) |
| 29 maart Vriendschappelijk № 710 «onderlinge duels» 20:00 uur (UTC+1) |          |       |         | Wembley Stadium, Londen Toeschouwers: 34.849 Scheidsrechter: Helmut Krug (GER) |

|                                                             |                                            |       |                  |                                                                                   |
| 3 juni Umbro Cup № 711 «onderlinge duels» 14:00 uur (UTC+1) | Engeland                                   | 2 – 1 | Japan            | Wembley Stadium, Londen Toeschouwers: 21.142 Scheidsrechter: Jaap Uilenberg (NED) |
| 3 juni Umbro Cup № 711 «onderlinge duels» 14:00 uur (UTC+1) | Darren Anderton 49' David Platt 86' (pen.) |       | 62' Masami Ihara | Wembley Stadium, Londen Toeschouwers: 21.142 Scheidsrechter: Jaap Uilenberg (NED) |

|                                                             |                                                            |       |                                                    |                                                                              |
| 8 juni Umbro Cup № 712 «onderlinge duels» 20:00 uur (UTC+1) | Engeland                                                   | 3 – 3 | Zweden                                             | Elland Road, Leeds Toeschouwers: 32.008 Scheidsrechter: Leslie Mottram (SCO) |
| 8 juni Umbro Cup № 712 «onderlinge duels» 20:00 uur (UTC+1) | Teddy Sheringham 44' David Platt 89' Darren Anderton 90+1' |       | 10' Håkan Mild 36' Håkan Mild 46' Kennet Andersson | Elland Road, Leeds Toeschouwers: 32.008 Scheidsrechter: Leslie Mottram (SCO) |

|                                                              |                    |       |                                     |                                                                                       |
| 11 juni Umbro Cup № 713 «onderlinge duels» 16:00 uur (UTC+1) | Engeland           | 1 – 3 | Brazilië                            | Wembley Stadium, Londen Toeschouwers: 67.318 Scheidsrechter: Pierluigi Pairetto (ITA) |
| 11 juni Umbro Cup № 713 «onderlinge duels» 16:00 uur (UTC+1) | Graeme Le Saux 38' |       | 54' Juninho 61' Ronaldo 76' Edmundo | Wembley Stadium, Londen Toeschouwers: 67.318 Scheidsrechter: Pierluigi Pairetto (ITA) |

|                                                                          |          |       |          |                                                                               |
| 6 september Vriendschappelijk № 714 «onderlinge duels» 20:00 uur (UTC+1) | Engeland | 0 – 0 | Colombia | Wembley Stadium, Londen Toeschouwers: 20.038 Scheidsrechter: Marc Batta (FRA) |
| 6 september Vriendschappelijk № 714 «onderlinge duels» 20:00 uur (UTC+1) |          |       |          | Wembley Stadium, Londen Toeschouwers: 20.038 Scheidsrechter: Marc Batta (FRA) |

|                                                                         |           |       |          |                                                                                    |
| 11 oktober Vriendschappelijk № 715 «onderlinge duels» 20:15 uur (UTC+1) | Noorwegen | 0 – 0 | Engeland | Ullevaalstadion, Oslo Toeschouwers: 21.006 Scheidsrechter: Karl-Erik Nilsson (SWE) |
| 11 oktober Vriendschappelijk № 715 «onderlinge duels» 20:15 uur (UTC+1) |           |       |          | Ullevaalstadion, Oslo Toeschouwers: 21.006 Scheidsrechter: Karl-Erik Nilsson (SWE) |

|                                                                        |                                                        |       |                 |                                                                                |
| 15 november Vriendschappelijk № 716 «onderlinge duels» 20:00 uur (UTC) | Engeland                                               | 3 – 1 | Zwitserland     | Wembley Stadium, Londen Toeschouwers: 29.874 Scheidsrechter: Sándor Puhl (HUN) |
| 15 november Vriendschappelijk № 716 «onderlinge duels» 20:00 uur (UTC) | Stuart Pearce 45' Teddy Sheringham 56' Steve Stone 78' |       | 41' Adrian Knup | Wembley Stadium, Londen Toeschouwers: 29.874 Scheidsrechter: Sándor Puhl (HUN) |

|                                                                        |                 |       |                 |                                                                                  |
| 12 december Vriendschappelijk № 717 «onderlinge duels» 20:00 uur (UTC) | Engeland        | 1 – 1 | Portugal        | Wembley Stadium, Londen Toeschouwers: 28.592 Scheidsrechter: Rune Pedersen (NOR) |
| 12 december Vriendschappelijk № 717 «onderlinge duels» 20:00 uur (UTC) | Steve Stone 44' |       | 58' Paulo Alves | Wembley Stadium, Londen Toeschouwers: 28.592 Scheidsrechter: Rune Pedersen (NOR) |

### 1996
|                                                                     |                  |       |           |                                                                                 |
| 27 maart Vriendschappelijk № 718 «onderlinge duels» 20:00 uur (UTC) | Engeland         | 1 – 0 | Bulgarije | Wembley Stadium, Londen Toeschouwers: 29.708 Scheidsrechter: Günter Benkö (AUT) |
| 27 maart Vriendschappelijk № 718 «onderlinge duels» 20:00 uur (UTC) | Les Ferdinand 7' |       |           | Wembley Stadium, Londen Toeschouwers: 29.708 Scheidsrechter: Günter Benkö (AUT) |

|                                                                       |          |       |         |                                                                                        |
| 24 april Vriendschappelijk № 719 «onderlinge duels» 20:00 uur (UTC+1) | Engeland | 0 – 0 | Kroatië | Wembley Stadium, Londen Toeschouwers: 33.650 Scheidsrechter: Zbigniew Przesmycki (POL) |
| 24 april Vriendschappelijk № 719 «onderlinge duels» 20:00 uur (UTC+1) |          |       |         | Wembley Stadium, Londen Toeschouwers: 33.650 Scheidsrechter: Zbigniew Przesmycki (POL) |

|                                                                     |                                                         |       |           |                                                                                |
| 18 mei Vriendschappelijk № 720 «onderlinge duels» 15:00 uur (UTC+1) | Engeland                                                | 3 – 0 | Hongarije | Wembley Stadium, Londen Toeschouwers: 34.184 Scheidsrechter: Markus Merk (GER) |
| 18 mei Vriendschappelijk № 720 «onderlinge duels» 15:00 uur (UTC+1) | Darren Anderton 39' David Platt 52' Darren Anderton 62' |       |           | Wembley Stadium, Londen Toeschouwers: 34.184 Scheidsrechter: Markus Merk (GER) |

|                                                                     |       |                                                    |          |                                                                                       |
| 23 mei Vriendschappelijk № 721 «onderlinge duels» 19:45 uur (UTC+8) | China | 0 – 3                                              | Engeland | Arbeidersstadion, Peking Toeschouwers: 65.000 Scheidsrechter: Pierluigi Collina (ITA) |
| 23 mei Vriendschappelijk № 721 «onderlinge duels» 19:45 uur (UTC+8) |       | 30' Nick Barmby 53' Nick Barmby 64' Paul Gascoigne |          | Arbeidersstadion, Peking Toeschouwers: 65.000 Scheidsrechter: Pierluigi Collina (ITA) |

| Europees kampioenschap voetbal 1996 |
| ----------------------------------- |

|                                                                   |                  |       |                        |                                                                                     |
| 8 juni EK 1996 Groep A № 722 «onderlinge duels» 15:00 uur (UTC+1) | Engeland         | 1 – 1 | Zwitserland            | Wembley Stadium, Londen Toeschouwers: 76.567 Scheidsrechter: Manuel Díaz Vega (ESP) |
| 8 juni EK 1996 Groep A № 722 «onderlinge duels» 15:00 uur (UTC+1) | Alan Shearer 22' |       | 83' Kubilay Türkyilmaz | Wembley Stadium, Londen Toeschouwers: 76.567 Scheidsrechter: Manuel Díaz Vega (ESP) |

|                                                                    |                                     |       |           |                                                                                       |
| 15 juni EK 1996 Groep A № 723 «onderlinge duels» 15:00 uur (UTC+1) | Engeland                            | 2 – 0 | Schotland | Wembley Stadium, Londen Toeschouwers: 76.864 Scheidsrechter: Pierluigi Pairetto (ITA) |
| 15 juni EK 1996 Groep A № 723 «onderlinge duels» 15:00 uur (UTC+1) | Alan Shearer 52' Paul Gascoigne 78' |       |           | Wembley Stadium, Londen Toeschouwers: 76.864 Scheidsrechter: Pierluigi Pairetto (ITA) |

|                                                                    |                                                                                    |       |                      |                                                                                 |
| 18 juni EK 1996 Groep A № 724 «onderlinge duels» 19:30 uur (UTC+1) | Engeland                                                                           | 4 – 1 | Nederland            | Wembley Stadium, Londen Toeschouwers: 76.798 Scheidsrechter: Gerd Grabher (AUT) |
| 18 juni EK 1996 Groep A № 724 «onderlinge duels» 19:30 uur (UTC+1) | Alan Shearer 22' (pen.) Teddy Sheringham 51' Alan Shearer 57' Teddy Sheringham 62' |       | 77' Patrick Kluivert | Wembley Stadium, Londen Toeschouwers: 76.798 Scheidsrechter: Gerd Grabher (AUT) |

|                                                                        |                                                       |       |                                                                  |                                                                               |
| 22 juni EK 1996 Kwartfinale № 725 «onderlinge duels» 15:00 uur (UTC+1) | Engeland                                              | 0 – 0 | Spanje                                                           | Wembley Stadium, Londen Toeschouwers: 75.447 Scheidsrechter: Marc Batta (FRA) |
| 22 juni EK 1996 Kwartfinale № 725 «onderlinge duels» 15:00 uur (UTC+1) |                                                       |       |                                                                  | Wembley Stadium, Londen Toeschouwers: 75.447 Scheidsrechter: Marc Batta (FRA) |
| 22 juni EK 1996 Kwartfinale № 725 «onderlinge duels» 15:00 uur (UTC+1) | Strafschoppen                                         |       |                                                                  | Wembley Stadium, Londen Toeschouwers: 75.447 Scheidsrechter: Marc Batta (FRA) |
| 22 juni EK 1996 Kwartfinale № 725 «onderlinge duels» 15:00 uur (UTC+1) | Alan Shearer David Platt Stuart Pearce Paul Gascoigne | 4–2   | Fernando Hierro Guillermo Amor Alberto Belsué Miguel Ángel Nadal | Wembley Stadium, Londen Toeschouwers: 75.447 Scheidsrechter: Marc Batta (FRA) |

|                                                                         |                                                                                         |       |                                                                                       |                                                                                |
| 26 juni EK 1996 Halve finale № 726 «onderlinge duels» 19:30 uur (UTC+1) | Engeland                                                                                | 1 – 1 | Duitsland                                                                             | Wembley Stadium, Londen Toeschouwers: 75.862 Scheidsrechter: Sándor Puhl (HUN) |
| 26 juni EK 1996 Halve finale № 726 «onderlinge duels» 19:30 uur (UTC+1) | Alan Shearer 2'                                                                         |       | 15' Stefan Kuntz                                                                      | Wembley Stadium, Londen Toeschouwers: 75.862 Scheidsrechter: Sándor Puhl (HUN) |
| 26 juni EK 1996 Halve finale № 726 «onderlinge duels» 19:30 uur (UTC+1) | Strafschoppen                                                                           |       |                                                                                       | Wembley Stadium, Londen Toeschouwers: 75.862 Scheidsrechter: Sándor Puhl (HUN) |
| 26 juni EK 1996 Halve finale № 726 «onderlinge duels» 19:30 uur (UTC+1) | Alan Shearer David Platt Stuart Pearce Paul Gascoigne Teddy Sheringham Gareth Southgate | 5–6   | Thomas Häßler Thomas Strunz Stefan Reuter Christian Ziege Stefan Kuntz Andreas Möller | Wembley Stadium, Londen Toeschouwers: 75.862 Scheidsrechter: Sándor Puhl (HUN) |

|  |  |  |  |  |  |  |  |  |

|                                                                             |          |                                                     |          |                                                                                     |
| 1 september WK 1998 kwalificatie № 727 «onderlinge duels» 18:00 uur (UTC+3) | Moldavië | 0 – 3                                               | Engeland | Stadionul Republican, Chisinau Toeschouwers: 9.500 Scheidsrechter: Ilkka Koka (FIN) |
| 1 september WK 1998 kwalificatie № 727 «onderlinge duels» 18:00 uur (UTC+3) |          | 24' Nick Barmby 25' Paul Gascoigne 61' Alan Shearer |          | Stadionul Republican, Chisinau Toeschouwers: 9.500 Scheidsrechter: Ilkka Koka (FIN) |

|                                                                           |                                   |       |                |                                                                                 |
| 9 oktober WK 1998 kwalificatie № 728 «onderlinge duels» 20:00 uur (UTC+1) | Engeland                          | 2 – 1 | Polen          | Wembley Stadium, Londen Toeschouwers: 74.663 Scheidsrechter: Hellmut Krug (GER) |
| 9 oktober WK 1998 kwalificatie № 728 «onderlinge duels» 20:00 uur (UTC+1) | Alan Shearer 26' Alan Shearer 38' |       | 7' Marek Citko | Wembley Stadium, Londen Toeschouwers: 74.663 Scheidsrechter: Hellmut Krug (GER) |

|                                                                            |         |                                        |          |                                                                                            |
| 9 november WK 1998 kwalificatie № 729 «onderlinge duels» 16:00 uur (UTC+4) | Georgië | 0 – 2                                  | Engeland | Boris Paitsjadzestadion, Tbilisi Toeschouwers: 75.000 Scheidsrechter: Jorge Monteiro (POR) |
| 9 november WK 1998 kwalificatie № 729 «onderlinge duels» 16:00 uur (UTC+4) |         | 15' Teddy Sheringham 37' Les Ferdinand |          | Boris Paitsjadzestadion, Tbilisi Toeschouwers: 75.000 Scheidsrechter: Jorge Monteiro (POR) |

### 1997
|                                                                           |          |                     |        |                                                                                |
| 12 februari WK 1998 kwalificatie № 730 «onderlinge duels» 20:00 uur (UTC) | Engeland | 0 – 1               | Italië | Wembley Stadium, Londen Toeschouwers: 75.055 Scheidsrechter: Sándor Puhl (HUN) |
| 12 februari WK 1998 kwalificatie № 730 «onderlinge duels» 20:00 uur (UTC) |          | 19' Gianfranco Zola |        | Wembley Stadium, Londen Toeschouwers: 75.055 Scheidsrechter: Sándor Puhl (HUN) |

|                                                                     |                                               |       |        |                                                                                       |
| 29 maart Vriendschappelijk № 731 «onderlinge duels» 18:00 uur (UTC) | Engeland                                      | 2 – 0 | Mexico | Wembley Stadium, Londen Toeschouwers: 48.076 Scheidsrechter: Vítor Melo Pereira (POR) |
| 29 maart Vriendschappelijk № 731 «onderlinge duels» 18:00 uur (UTC) | Teddy Sheringham 20' (pen.) Robbie Fowler 55' |       |        | Wembley Stadium, Londen Toeschouwers: 48.076 Scheidsrechter: Vítor Melo Pereira (POR) |

|                                                                          |                                         |       |         |                                                                                |
| 30 april WK 1998 kwalificatie № 732 «onderlinge duels» 20:00 uur (UTC+1) | Engeland                                | 2 – 0 | Georgië | Wembley Stadium, Londen Toeschouwers: 71.208 Scheidsrechter: Rémi Harrel (FRA) |
| 30 april WK 1998 kwalificatie № 732 «onderlinge duels» 20:00 uur (UTC+1) | Teddy Sheringham 42' Alan Shearer 90+2' |       |         | Wembley Stadium, Londen Toeschouwers: 71.208 Scheidsrechter: Rémi Harrel (FRA) |

|                                                                     |                            |       |                      |                                                                                  |
| 24 mei Vriendschappelijk № 733 «onderlinge duels» 18:00 uur (UTC+1) | Engeland                   | 2 – 1 | Zuid-Afrika          | Old Trafford, Manchester Toeschouwers: 52.676 Scheidsrechter: Anders Frisk (SWE) |
| 24 mei Vriendschappelijk № 733 «onderlinge duels» 18:00 uur (UTC+1) | Rob Lee 20' Ian Wright 76' |       | 43' Philemon Masinga | Old Trafford, Manchester Toeschouwers: 52.676 Scheidsrechter: Anders Frisk (SWE) |

|                                                                        |       |                                      |          |                                                                             |
| 31 mei WK 1998 kwalificatie № 734 «onderlinge duels» 20:30 uur (UTC+2) | Polen | 0 – 2                                | Engeland | Śląskistadion, Chorzów Toeschouwers: 32.000 Scheidsrechter: Urs Meier (SUI) |
| 31 mei WK 1998 kwalificatie № 734 «onderlinge duels» 20:30 uur (UTC+2) |       | 5' Alan Shearer 90' Teddy Sheringham |          | Śląskistadion, Chorzów Toeschouwers: 32.000 Scheidsrechter: Urs Meier (SUI) |

|                                                                     |                                 |       |        |                                                                                       |
| 4 juni Tournoi de France № 735 «onderlinge duels» 19:30 uur (UTC+2) | Engeland                        | 2 – 0 | Italië | Stade de la Beaujoire, Nantes Toeschouwers: 25.000 Scheidsrechter: Günter Benkö (AUT) |
| 4 juni Tournoi de France № 735 «onderlinge duels» 19:30 uur (UTC+2) | Ian Wright 25' Paul Scholes 43' |       |        | Stade de la Beaujoire, Nantes Toeschouwers: 25.000 Scheidsrechter: Günter Benkö (AUT) |

|                                                                     |           |                  |          |                                                                                         |
| 7 juni Tournoi de France № 736 «onderlinge duels» 19:45 uur (UTC+2) | Frankrijk | 0 – 1            | Engeland | Stade de la Mosson, Montpellier Toeschouwers: 21.331 Scheidsrechter: Said Belqola (MAR) |
| 7 juni Tournoi de France № 736 «onderlinge duels» 19:45 uur (UTC+2) |           | 86' Alan Shearer |          | Stade de la Mosson, Montpellier Toeschouwers: 21.331 Scheidsrechter: Said Belqola (MAR) |

|                                                                      |          |             |          |                                                                                      |
| 10 juni Tournoi de France № 737 «onderlinge duels» 19:30 uur (UTC+2) | Engeland | 0 – 1       | Brazilië | Parc des Princes, Parijs Toeschouwers: 50.000 Scheidsrechter: José Toro Rendón (COL) |
| 10 juni Tournoi de France № 737 «onderlinge duels» 19:30 uur (UTC+2) |          | 61' Romário |          | Parc des Princes, Parijs Toeschouwers: 50.000 Scheidsrechter: José Toro Rendón (COL) |

|                                                                              |                                                                   |       |          |                                                                                      |
| 10 september WK 1998 kwalificatie № 738 «onderlinge duels» 20:00 uur (UTC+1) | Engeland                                                          | 4 – 0 | Moldavië | Wembley Stadium, Londen Toeschouwers: 74.102 Scheidsrechter: Karl-Erik Nilsson (SWE) |
| 10 september WK 1998 kwalificatie № 738 «onderlinge duels» 20:00 uur (UTC+1) | Paul Scholes 29' Ian Wright 46' Paul Gascoigne 81' Ian Wright 90' |       |          | Wembley Stadium, Londen Toeschouwers: 74.102 Scheidsrechter: Karl-Erik Nilsson (SWE) |

|                                                                             |        |       |          |                                                                                       |
| 11 november WK 1998 kwalificatie № 739 «onderlinge duels» 20:45 uur (UTC+2) | Italië | 0 – 0 | Engeland | Olympisch Stadion, Rome Toeschouwers: 81.200 Scheidsrechter: Mario van der Ende (NED) |
| 11 november WK 1998 kwalificatie № 739 «onderlinge duels» 20:45 uur (UTC+2) |        |       |          | Olympisch Stadion, Rome Toeschouwers: 81.200 Scheidsrechter: Mario van der Ende (NED) |

|                                                                        |                                    |       |          |                                                                                |
| 15 november Vriendschappelijk № 740 «onderlinge duels» 18:00 uur (UTC) | Engeland                           | 2 – 0 | Kameroen | Wembley Stadium, Londen Toeschouwers: 46.176 Scheidsrechter: Terje Hauge (NOR) |
| 15 november Vriendschappelijk № 740 «onderlinge duels» 18:00 uur (UTC) | Robbie Fowler 44' Paul Scholes 45' |       |          | Wembley Stadium, Londen Toeschouwers: 46.176 Scheidsrechter: Terje Hauge (NOR) |

### 1998
|                                                                        |          |                                     |       |                                                                                   |
| 11 februari Vriendschappelijk № 741 «onderlinge duels» 18:00 uur (UTC) | Engeland | 0 – 2                               | Chili | Wembley Stadium, Londen Toeschouwers: 65.228 Scheidsrechter: Ryszard Wójcik (POL) |
| 11 februari Vriendschappelijk № 741 «onderlinge duels» 18:00 uur (UTC) |          | 45' Marcelo Salas 79' Marcelo Salas |       | Wembley Stadium, Londen Toeschouwers: 65.228 Scheidsrechter: Ryszard Wójcik (POL) |

|                                                                       |                |       |                 |                                                                                   |
| 25 maart Vriendschappelijk № 742 «onderlinge duels» 20:00 uur (UTC+1) | Zwitserland    | 1 – 1 | Engeland        | Wankdorf Stadion, Bern Toeschouwers: 17.100 Scheidsrechter: Pascal Garidian (FRA) |
| 25 maart Vriendschappelijk № 742 «onderlinge duels» 20:00 uur (UTC+1) | Ramon Vega 37' |       | 70' Paul Merson | Wankdorf Stadion, Bern Toeschouwers: 17.100 Scheidsrechter: Pascal Garidian (FRA) |

|                                                                       |                                                       |       |          |                                                                                     |
| 22 april Vriendschappelijk № 743 «onderlinge duels» 20:00 uur (UTC+1) | Engeland                                              | 3 – 0 | Portugal | Wembley Stadium, Londen Toeschouwers: 63.463 Scheidsrechter: Manuel Díaz Vega (ESP) |
| 22 april Vriendschappelijk № 743 «onderlinge duels» 20:00 uur (UTC+1) | Alan Shearer 5' Teddy Sheringham 46' Alan Shearer 65' |       |          | Wembley Stadium, Londen Toeschouwers: 63.463 Scheidsrechter: Manuel Díaz Vega (ESP) |

|                                                                     |          |       |               |                                                                             |
| 23 mei Vriendschappelijk № 744 «onderlinge duels» 15:00 uur (UTC+1) | Engeland | 0 – 0 | Saoedi-Arabië | Wembley Stadium, Londen Toeschouwers: 63.733 Scheidsrechter: Dick Jol (NED) |
| 23 mei Vriendschappelijk № 744 «onderlinge duels» 15:00 uur (UTC+1) |          |       |               | Wembley Stadium, Londen Toeschouwers: 63.733 Scheidsrechter: Dick Jol (NED) |

|                                                                      |         |                  |          |                                                                                      |
| 27 mei Hassan II Toernooi № 745 «onderlinge duels» 17:30 uur (UTC+1) | Marokko | 0 – 1            | Engeland | Stade Mohammed V, Casablanca Toeschouwers: 80.000 Scheidsrechter: Mourad Daami (TUN) |
| 27 mei Hassan II Toernooi № 745 «onderlinge duels» 17:30 uur (UTC+1) |         | 59' Michael Owen |          | Stade Mohammed V, Casablanca Toeschouwers: 80.000 Scheidsrechter: Mourad Daami (TUN) |

|                                                                      |        |       |          |                                                                                               |
| 29 mei Hassan II Toernooi № 746 «onderlinge duels» 18:30 uur (UTC+1) | België | 0 – 0 | Engeland | Stade Mohammed V, Casablanca Toeschouwers: 25.000 Scheidsrechter: Abderrahim El Arjoune (MAR) |
| 29 mei Hassan II Toernooi № 746 «onderlinge duels» 18:30 uur (UTC+1) |        |       |          | Stade Mohammed V, Casablanca Toeschouwers: 25.000 Scheidsrechter: Abderrahim El Arjoune (MAR) |

| Wereldkampioenschap voetbal 1998 |
| -------------------------------- |

|                                                                    |                                   |       |         |                                                                                       |
| 15 juni WK 1998 Groep G № 747 «onderlinge duels» 14:30 uur (UTC+2) | Engeland                          | 2 – 0 | Tunesië | Stade Vélodrome, Marseille Toeschouwers: 54.587 Scheidsrechter: Masayoshi Okada (JPN) |
| 15 juni WK 1998 Groep G № 747 «onderlinge duels» 14:30 uur (UTC+2) | Alan Shearer 43' Paul Scholes 89' |       |         | Stade Vélodrome, Marseille Toeschouwers: 54.587 Scheidsrechter: Masayoshi Okada (JPN) |

|                                                                    |                                      |       |                  |                                                                                   |
| 22 juni WK 1998 Groep G № 745 «onderlinge duels» 21:00 uur (UTC+2) | Roemenië                             | 2 – 1 | Engeland         | Stadium Municipal, Toulouse Toeschouwers: 33.500 Scheidsrechter: Marc Batta (FRA) |
| 22 juni WK 1998 Groep G № 745 «onderlinge duels» 21:00 uur (UTC+2) | Viorel Moldovan 43' Dan Petrescu 89' |       | 83' Michael Owen | Stadium Municipal, Toulouse Toeschouwers: 33.500 Scheidsrechter: Marc Batta (FRA) |

|                                                                    |                                       |       |          |                                                                                            |
| 26 juni WK 1998 Groep G № 749 «onderlinge duels» 21:00 uur (UTC+2) | Engeland                              | 2 – 0 | Colombia | Stade Félix Bollaert, Lens Toeschouwers: 38.100 Scheidsrechter: Arturo Brizio Carter (MEX) |
| 26 juni WK 1998 Groep G № 749 «onderlinge duels» 21:00 uur (UTC+2) | Darren Anderton 20' David Beckham 29' |       |          | Stade Félix Bollaert, Lens Toeschouwers: 38.100 Scheidsrechter: Arturo Brizio Carter (MEX) |

|                                                                           |                                                                      |       |                                                             | |
| 30 juni WK 1998 Achtste finale № 750 «onderlinge duels» 21:00 uur (UTC+2) | Argentinië                                                           | 2 – 2 | Engeland                                                    | Stade Geoffroy-Guichard, Saint-Étienne Toeschouwers: 30.600 Scheidsrechter: Kim Milton Nielsen (DEN) |
| 30 juni WK 1998 Achtste finale № 750 «onderlinge duels» 21:00 uur (UTC+2) | Gabriel Batistuta 6' (pen.) Javier Zanetti 45'                       |       | 10' (pen.) Alan Shearer 16' Michael Owen                    | Stade Geoffroy-Guichard, Saint-Étienne Toeschouwers: 30.600 Scheidsrechter: Kim Milton Nielsen (DEN) |
| 30 juni WK 1998 Achtste finale № 750 «onderlinge duels» 21:00 uur (UTC+2) | Strafschoppen                                                        |       |                                                             | Stade Geoffroy-Guichard, Saint-Étienne Toeschouwers: 30.600 Scheidsrechter: Kim Milton Nielsen (DEN) |
| 30 juni WK 1998 Achtste finale № 750 «onderlinge duels» 21:00 uur (UTC+2) | Sergio Berti Hernán Crespo Juan Veron Marcelo Gallardo Roberto Ayala | 4–3   | Alan Shearer Paul Ince Paul Merson Michael Owen David Batty | Stade Geoffroy-Guichard, Saint-Étienne Toeschouwers: 30.600 Scheidsrechter: Kim Milton Nielsen (DEN) |

|  |  |  |  |  |  |  |  |  |

|                                                                             |                                         |       |                 |                                                                                        |
| 5 september EK 2000 kwalificatie № 751 «onderlinge duels» 18:00 uur (UTC+2) | Zweden                                  | 2 – 1 | Engeland        | Råsundastadion, Stockholm Toeschouwers: 35.394 Scheidsrechter: Pierluigi Collina (ITA) |
| 5 september EK 2000 kwalificatie № 751 «onderlinge duels» 18:00 uur (UTC+2) | Andreas Andersson 32' Johan Mjällby 33' |       | 2' Alan Shearer | Råsundastadion, Stockholm Toeschouwers: 35.394 Scheidsrechter: Pierluigi Collina (ITA) |

|                                                                            |          |       |           |                                                                                  |
| 10 oktober EK 2000 kwalificatie № 752 «onderlinge duels» 15:00 uur (UTC+1) | Engeland | 0 – 0 | Bulgarije | Wembley Stadium, Londen Toeschouwers: 72.924 Scheidsrechter: László Vágner (HUN) |
| 10 oktober EK 2000 kwalificatie № 752 «onderlinge duels» 15:00 uur (UTC+1) |          |       |           | Wembley Stadium, Londen Toeschouwers: 72.924 Scheidsrechter: László Vágner (HUN) |

|                                                                            |           |                                                               |          |                                                                                         |
| 14 oktober EK 2000 kwalificatie № 753 «onderlinge duels» 20:30 uur (UTC+2) | Luxemburg | 0 – 3                                                         | Engeland | Stade Josy Barthel, Luxemburg Toeschouwers: 8.200 Scheidsrechter: Sotiris Vorgias (GRE) |
| 14 oktober EK 2000 kwalificatie № 753 «onderlinge duels» 20:30 uur (UTC+2) |           | 19' Michael Owen 40' (pen.) Alan Shearer 90' Gareth Southgate |          | Stade Josy Barthel, Luxemburg Toeschouwers: 8.200 Scheidsrechter: Sotiris Vorgias (GRE) |

|                                                                        |                                     |       |          |                                                                              |
| 18 november Vriendschappelijk № 754 «onderlinge duels» 20:00 uur (UTC) | Engeland                            | 2 – 0 | Tsjechië | Wembley Stadium, Londen Toeschouwers: 38.535 Scheidsrechter: Urs Meier (SUI) |
| 18 november Vriendschappelijk № 754 «onderlinge duels» 20:00 uur (UTC) | Darren Anderton 22' Paul Merson 40' |       |          | Wembley Stadium, Londen Toeschouwers: 38.535 Scheidsrechter: Urs Meier (SUI) |

### 1999
|                                                                        |          |                                       |           |                                                                                 |
| 10 februari Vriendschappelijk № 755 «onderlinge duels» 20:00 uur (UTC) | Engeland | 0 – 2                                 | Frankrijk | Wembley Stadium, Londen Toeschouwers: 74.111 Scheidsrechter: Hellmut Krug (GER) |
| 10 februari Vriendschappelijk № 755 «onderlinge duels» 20:00 uur (UTC) |          | 69' Nicolas Anelka 76' Nicolas Anelka |           | Wembley Stadium, Londen Toeschouwers: 74.111 Scheidsrechter: Hellmut Krug (GER) |

|                                                                   |                                                    |       |                    |                                                                                       |
| 27 maart EK-kwalificatie № 756 «onderlinge duels» 15:00 uur (UTC) | Engeland                                           | 3 – 1 | Polen              | Wembley Stadium, Londen Toeschouwers: 73.836 Scheidsrechter: Vítor Melo Pereira (POR) |
| 27 maart EK-kwalificatie № 756 «onderlinge duels» 15:00 uur (UTC) | Paul Scholes 11' Paul Scholes 23' Paul Scholes 71' |       | 29' Jerzy Brzęczek | Wembley Stadium, Londen Toeschouwers: 73.836 Scheidsrechter: Vítor Melo Pereira (POR) |

|                                                                       |                  |       |                         |                                                                                        |
| 28 april Vriendschappelijk № 757 «onderlinge duels» 20:15 uur (UTC+2) | Hongarije        | 1 – 1 | Engeland                | Népstadion, Boedapest Toeschouwers: 45.000 Scheidsrechter: Lutz Michael Fröhlich (GER) |
| 28 april Vriendschappelijk № 757 «onderlinge duels» 20:15 uur (UTC+2) | János Hrutka 79' |       | 22' (pen.) Alan Shearer | Népstadion, Boedapest Toeschouwers: 45.000 Scheidsrechter: Lutz Michael Fröhlich (GER) |

|                                                                        |          |       |        |                                                                                       |
| 5 juni EK 2000 kwalificatie № 758 «onderlinge duels» 15:00 uur (UTC+1) | Engeland | 0 – 0 | Zweden | Wembley Stadium, Londen Toeschouwers: 75.824 Scheidsrechter: José Garcia-Aranda (ESP) |
| 5 juni EK 2000 kwalificatie № 758 «onderlinge duels» 15:00 uur (UTC+1) |          |       |        | Wembley Stadium, Londen Toeschouwers: 75.824 Scheidsrechter: José Garcia-Aranda (ESP) |

|                                                                        |                   |       |                  |                                                                                              |
| 9 juni EK 2000 kwalificatie № 759 «onderlinge duels» 19:30 uur (UTC+3) | Bulgarije         | 1 – 1 | Engeland         | Balgarska Armijastadion, Sofia Toeschouwers: 18.000 Scheidsrechter: Mario van der Ende (NED) |
| 9 juni EK 2000 kwalificatie № 759 «onderlinge duels» 19:30 uur (UTC+3) | Georgi Markov 18' |       | 15' Alan Shearer | Balgarska Armijastadion, Sofia Toeschouwers: 18.000 Scheidsrechter: Mario van der Ende (NED) |

|                                                                             | |       |           |                                                                                   |
| 4 september EK 2000 kwalificatie № 760 «onderlinge duels» 15:00 uur (UTC+1) | Engeland | 6 – 0 | Luxemburg | Wembley Stadium, Londen Toeschouwers: 68.772 Scheidsrechter: Sergei Shmolik (BLR) |
| 4 september EK 2000 kwalificatie № 760 «onderlinge duels» 15:00 uur (UTC+1) | Alan Shearer 12' (pen.) Alan Shearer 28' Steve McManaman 30' Alan Shearer 34' Steve McManaman 44' Michael Owen 90' |       |           | Wembley Stadium, Londen Toeschouwers: 68.772 Scheidsrechter: Sergei Shmolik (BLR) |

|                                                                             |       |       |          |                                                                                           |
| 8 september EK 2000 kwalificatie № 761 «onderlinge duels» 20:30 uur (UTC+2) | Polen | 0 – 0 | Engeland | Wojska Polskiegostadion, Warschau Toeschouwers: 14.025 Scheidsrechter: Günter Benkö (AUT) |
| 8 september EK 2000 kwalificatie № 761 «onderlinge duels» 20:30 uur (UTC+2) |       |       |          | Wojska Polskiegostadion, Warschau Toeschouwers: 14.025 Scheidsrechter: Günter Benkö (AUT) |

|                                                                         |                                    |       |                    |                                                                                      |
| 10 oktober Vriendschappelijk № 762 «onderlinge duels» 15:00 uur (UTC+1) | Engeland                           | 2 – 1 | België             | Stadium of Light, Sunderland Toeschouwers: 40.897 Scheidsrechter: Anders Frisk (SWE) |
| 10 oktober Vriendschappelijk № 762 «onderlinge duels» 15:00 uur (UTC+1) | Alan Shearer 6' Jamie Redknapp 67' |       | 14' Branko Strupar | Stadium of Light, Sunderland Toeschouwers: 40.897 Scheidsrechter: Anders Frisk (SWE) |

|                                                                                    |           |                                   |          |                                                                                   |
| 13 november EK 2000 kwalificatie Play-off № 763 «onderlinge duels» 14:00 uur (UTC) | Schotland | 0 – 2                             | Engeland | Hampden Park, Glasgow Toeschouwers: 50.132 Scheidsrechter: Manuel Díaz Vega (ESP) |
| 13 november EK 2000 kwalificatie Play-off № 763 «onderlinge duels» 14:00 uur (UTC) |           | 21' Paul Scholes 42' Paul Scholes |          | Hampden Park, Glasgow Toeschouwers: 50.132 Scheidsrechter: Manuel Díaz Vega (ESP) |

|                                                                                    |          |                   |           |                                                                                      |
| 18 november EK 2000 kwalificatie Play-off № 764 «onderlinge duels» 20:00 uur (UTC) | Engeland | 0 – 1             | Schotland | Wembley Stadium, Londen Toeschouwers: 75.848 Scheidsrechter: Pierluigi Collina (ITA) |
| 18 november EK 2000 kwalificatie Play-off № 764 «onderlinge duels» 20:00 uur (UTC) |          | 39' Don Hutchison |           | Wembley Stadium, Londen Toeschouwers: 75.848 Scheidsrechter: Pierluigi Collina (ITA) |

FA · A-internationals · Selecties · Bondscoaches · Engels vrouwenelftal · Brits olympisch elftal · Engeland -21 · Engeland -20 · Engeland -19 · Engeland -18 · Engeland -17 · Engeland -16 · Vrouwen -17
1872 – 1899 ·
1900 – 1919 ·
1920 – 1929 ·
1930 – 1939 ·
1940 – 1949 ·
1950 – 1959 ·
1960 – 1969 ·
1970 – 1979 ·
1980 – 1989 ·
1990 – 1999 ·
2000 – 2009 ·
2010 – 2019 ·
2020 − 2029
EK's: 1968 ·
1980 ·
1988 ·
1992 ·
1996 ·
2000 ·
2004 ·
2012 · 
2016 · 
2020 · 
2024
WK's: 1950 ·
1954 ·
1958 ·
1962 ·
1966 ·
1970 ·
1982 ·
1986 ·
1990 ·
1998 ·
2002 ·
2006 ·
2010 ·
2014 ·
2018 · 
2022
Albanië ·
Algerije ·
Andorra ·
Argentinië ·
Australië ·
Azerbeidzjan ·
België ·
Bosnië en Herzegovina ·
Brazilië ·
Bulgarije ·
Canada ·
Chili ·
China ·
Colombia ·
Costa Rica ·
Cyprus ·
Denemarken ·
DDR · 
Duitsland ·
Ecuador ·
Egypte ·
Estland ·
Finland ·
Frankrijk ·
Georgië ·
Ghana ·
GOS ·
Griekenland ·
Honduras ·
Hongarije ·
Ierland ·
IJsland · 
Iran ·
Israël ·
Italië ·
Ivoorkust ·
Jamaica ·
Japan ·
Joegoslavië ·
Kameroen ·
Kazachstan ·
Koeweit ·
Kosovo ·
Kroatië ·
Letland ·
Liechtenstein ·
Litouwen ·
Luxemburg ·
Maleisië ·
Malta ·
Marokko ·
Mexico ·
Moldavië ·
Montenegro ·
Nederland ·
Nieuw-Zeeland ·
Nigeria ·
Noord-Ierland ·
Noord-Macedonië ·
Noorwegen ·
Oekraïne ·
Oostenrijk ·
Panama · 
Paraguay ·
Peru · 
Polen ·
Portugal ·
Roemenië ·
Rusland ·
San Marino · 
Saoedi-Arabië ·
Schotland ·
Senegal ·
Servië ·
Servië en Montenegro · 
Slovenië ·
Slowakije ·
Sovjet-Unie ·
Spanje ·
Trinidad en Tobago ·
Tsjechië ·
Tsjecho-Slowakije ·
Tunesië ·
Turkije ·
Uruguay ·
Verenigde Staten ·
Wales ·
Wit-Rusland ·
Zuid-Afrika ·
Zuid-Korea ·
Zweden ·
Zwitserland
Algerije (2010) · 
Argentinië (1986) · 
Argentinië (1998) · 
Argentinië (2002) · 
België (1990) · 
België (2018, 1) · 
België (2018, 2) · 
Brazilië (2002) · 
Colombia (1998) ·
Colombia (2018) ·
Costa Rica (2014) ·
Denemarken (2002) ·
Denemarken (2021) · 
Duitsland (2000) ·
Duitsland (2010) ·
Duitsland (2021) ·
Ecuador (2006) ·
Egypte (1990) ·
Frankrijk (1982) ·
Frankrijk (2012) ·
Frankrijk (2022) ·
Ierland (1990) · 
IJsland (2016) ·
Italië (1990) · 
Italië (2012) · 
Italië (2014) · 
Italië (2021) · 
Kameroen (1990) · 
Koeweit (1982) · 
Kroatië (2018) ·
Kroatië (2021) · 
Marokko (1986) · 
Nederland (1990) · 
Nigeria (2002) · 
Oekraïne (2012) · 
Oekraïne (2021) ·
Panama (2018) · 
Paraguay (1986) · 
Paraguay (2006) · 
Polen (1986) · 
Portugal (1986) · 
Portugal (2000) · 
Portugal (2006) · 
Roemenië (1998) ·
Roemenië (2000) ·
Rusland (2016) ·
Schotland (2021) ·
Senegal (2022) ·
Slovenië (2010) ·
Slowakije (2016) ·
Spanje (1982) ·
Spanje (2024) ·
Trinidad en Tobago (2006) ·
Tsjechië (2021) ·
Tsjecho-Slowakije (1982) ·
Tunesië (1998) ·
Tunesië (2018) ·
Uruguay (2014) ·
Verenigde Staten (2010) ·
Wales (2016) · 
West-Duitsland (1966) ·
West-Duitsland (1982) ·
West-Duitsland (1990) ·
Zweden (2002) ·
Zweden (2006) · 
Zweden (2012)
CONMEBOL: Bolivia · Chili  · Colombia · Ecuador · Uruguay · Venezuela

UEFA: Albanië · Andorra · Armenië · Azerbeidzjan · België · Bosnië en Herzegovina · Bulgarije · Cyprus · Denemarken · (West-)Duitsland · Duitse Democratische Republiek · Engeland · Estland · Faeröer · Finland · Frankrijk · Georgië · Griekenland · Hongarije · IJsland · Ierland · Israël · Italië · Joegoslavië · Kroatië · Letland · Liechtenstein · Litouwen · Luxemburg · Malta · Moldavië · Nederland · Noord-Ierland · Noord-Macedonië · Noorwegen · Oekraïne · Oostenrijk · Polen · Portugal · Roemenië · Rusland · San Marino · Schotland · Slovenië · Slowakije · Sovjet-Unie/GOS ·  Spanje · Tsjechië · Tsjecho-Slowakije · Turkije · Wales · Wit-Rusland · Zweden · Zwitserland

AFC: Kazachstan

CAF: Madagaskar

CONCACAF: Belize · Canada